# 5e division d'infanterie (Vietnam du Sud)
Pour les articles homonymes, voir 5e division d'infanterie.
La 5e division d'infanterie (en vietnamien: Sư đoàn 5 Bộ Binh - en anglais: 5th Division (South Vietnam)) de l'Armée de terre de la république du Viêt Nam  - l'armée de terre de l'État-nation du Sud-Viêt Nam qui a existé de 1955 à 1975 - faisait partie du 3e corps d'armée qui supervisait la région du pays entourant la capitale, Saigon.
La 5e division était basée à Bien Hoa, une ville située à la périphérie nord de Saigon et, en raison de sa proximité avec la capitale Saigon, elle a joué un rôle clé dans le succès ou l'échec des diverses tentatives de coup d'État dans l'histoire du pays. En conséquence, la loyauté du commandant de la division était cruciale pour maintenir le pouvoir.

## Histoire
La division a été créée à l'origine sous le nom de 3e division de campagne et a été rebaptisée 5e division d'infanterie en 1960:298.
Lors de la tentative de coup d'État sud-vietnamien de 1960, le colonel loyaliste Nguyễn Văn Thiệu a utilisé la division pour prendre d'assaut Saigon et sauver le président Ngô Đình Diệm.
Cependant, lors de la tentative de coup d'État réussie de 1963, Thiệu s'est rebellé et la division, ainsi que le reste du 3e corps d'armée de Tôn Thất Đính, ont attaqué Saigon. Thiệu lui-même dirigea avec succès le siège du palais de Gia Long. En conséquence, les principaux généraux firent de Thiệu un général.
La division était composée en grande partie de Nùng jusqu'en 1965 environ, date à laquelle sa composition est devenue de plus en plus ethniquement vietnamienne et où les Nùngs ont été transférés dans les unités de la force MIKE:72 . 
Les principales sous-unités de la division étaient les 7e, 8e et 9e régiment d'infanterie et le 1er régiment de cavalerie blindée (Armored Cavalry Regiment - ACR). Le 9e régiment d'infanterie (Divine Elephant) est basé à Quan Loi, près d'An Lộc. Le 1er RCA est basé au camp de base avancé de la division à Lai Khe.
Le matin du 10 juin 1965, pendant la bataille de Đồng Xoài, le 1er bataillon du 7e régiment d'infanterie est débarqué par hélicoptère près de la plantation de caoutchouc de Thuận Lợi, à environ 4 kilomètres au nord de Đồng Xoài, où il tombe dans une embuscade tendue par les forces viêt-cong (VC) et subit de lourdes pertes:339. Le conseiller américain de la division rapporte que le commandant, le général Phạm Quốc Thuần, a "pété les plombs" à cause de la raclée que son 7e régiment a reçue et que l'unité est connue pour son taux élevé de désertion:115.
En 1966, les conseillers américains considéraient la division et la 25e division comme les deux pires unités de l'Armée de terre de la république du Viêt Nam (Army of the Republic of Vietnam - ARVN). Les deux divisions gardaient les approches de Saigon, mais le gros des combats avait été pris en charge par les unités de combat américaines, les 1re et 25e division d'infanterie et trois brigades distinctes. Sous leur protection, les deux divisions ont accompli des missions de sécurité statiques, mais au lieu de profiter de ce répit pour regrouper et réentraîner leurs forces, ou pour traquer les VC locaux, les commandants vietnamiens ont laissé leurs unités dégénérer par l'inactivité, et les conseillers américains les ont désormais jugées moins bonnes que même la Force régionale (Regional Force - RF)/Force populaire (Popular Force - PF) voisine. Début mai, le général William Westmoreland ordonne aux 1re et 25e division américaines de "commencer à travailler plus étroitement avec les éléments de ces deux divisions [sud-vietnamiennes] sur les opérations afin d'améliorer leur moral, leur efficacité et leur efficience". Il a suggéré un effort de jumelage entre la 1re et la division américaines et entre la 25e et la 25e division de l'ARVN:184-5. À la mi-mai, le nouveau commandant de la 1re division américaine, le général William E. DePuy, dispose de l'une de ses trois brigades pour soutenir la division. Au départ, chaque unité a fourni un bataillon d'infanterie pour le projet. Les activités combinées consistaient en des patrouilles de petites unités, des fouilles de villages, des campagnes de propagande, des efforts de collecte de renseignements et divers projets d'amélioration civique. En juillet, cependant, le gros de ses unités étant engagé dans de violents combats au nord de Saigon, DePuy a dû abandonner le concept de force opérationnelle combinée. Par la suite, DePuy surveille et soutient les activités de la division dans la province de Bình Dương par l'intermédiaire du quartier général de sa 2e brigade, n'affectant qu'occasionnellement des unités terrestres à l'effort:185-6.
Du 24 avril au 17 mai 1966, la division participe à l'opération Birmingham avec la 1re division d'infanterie américaine contre la 9e division VC dans la province de Tây Ninh:308. 
Du 19 mai au 13 juillet 1966, la division participe à l'opération El Paso avec la 3e brigade américaine de la 1re division d'infanterie dans la province de Bình Long contre la 9e division VC:309–24.
Du 8 au 26 janvier 1967, 4 bataillons de la division participent à l'opération Cedar Falls, une vaste mission américaine de recherche et de destruction contre le Triangle de fer (Iron Triangle), dans la province de Bình Dương. Le rôle de l'ARVN était principalement de bloquer les forces et de filtrer et évacuer la population pendant que les forces américaines entreprenaient des opérations offensives, mais la division a perdu 11 tués alors que les pertes totales des VC étaient de 720 tués et 218 capturés:99–112. 
Le 11 juillet 1967, un mois après le début du projet de pacification CORDS (Soutien aux opérations civiles et au développement révolutionnaire) près de Tan Hung, dans la province de Bình Long, le premier grand programme de pacification civile et de contre-insurrection efficace, le quartier général (QG) et la compagnie du QG et deux autres compagnies reçoivent une citation présidentielle (Presidential Unit Citation) de Lyndon Johnson. Le CORDS ayant pour effet de saper la guerre d'insurrection continue, le 141e régiment de l'Armée populaire vietnamienne (People's Army of Vietnam - PAVN) a lancé une attaque de grande envergure contre le QG de la division dans l'espoir de mettre un terme à l'expérience. La défense réussie du QG et de la base avait non seulement assuré la pacification continue du hameau, mais aussi démontré l'efficacité du projet CORDS qui, en 1970, avait permis de sécuriser 93 % des villages et de mettre un terme à l'insurrection des VC.
En 1967, le MACV a estimé que les trois divisions de l'ARVN entourant Saigon, la division, la 18e et la 25e, ne s'étaient pas améliorées et que les conseillers américains considéraient leurs commandants, les généraux Pham Quoc Thuan, Do Ke Giai (18e division) et Phan Trong Chinh (25e division), comme tout à fait incompétents. Les généraux de la Junte avaient convenu à plusieurs reprises de la nécessité de les remplacer, mais, pour des raisons politiques, n'avaient pris aucune mesure. Bien que continuellement jugé corrompu et incapable par les dirigeants américains, le général Thuan entretenait des liens politiques étroits avec les généraux de la junte, en l'occurrence Thiệu. John Paul Vann a noté la "croyance publique répandue selon laquelle Thuan non seulement contrôlait la plupart des bars locaux et des maisons de prostitution, mais extorquait également des frais de protection pour les convois traversant la zone tactique de sa division". Le général DePuy, commandant la 1re division d'infanterie américaine voisine, est d'accord. Il rendit public les frais de protection des convois, tout comme le fit un chef de province vietnamien, peut-être avec l'encouragement de Vann. Westmoreland ne pouvait pas faire grand-chose. Il avait déjà abordé la question avec Vien, mais en vain. Thuan avait été le chef d'état-major de Thieu lorsque ce dernier avait commandé la 5e division en 1962, et la division, avec les unités aéroportées du général Dong, restait la principale base du pouvoir de Thiệu. Dans l'intérêt de la stabilité politique, rien ne pouvait être fait:245-6.
Lors des attaques de l'offensive du Têt sur Bien Hoa et Long Binh du 31 janvier au 2 février 1968, la division et la 3e groupe d'intervention des Rangers, composée des 35e et 36e bataillons de Ranger, défendent avec succès leur quartier général et d'autres installations clés dans le complexe de Bien Hoa-Long Binh:347. 
Du 11 mars au 7 avril 1968, les 7e et 8e régiment de la division participent à l'opération Quyet Thang dans la province de Bình Dương avec les 2e et 3e brigade de la 1re division d'infanterie américaine afin de rétablir le contrôle sud-vietnamien sur les zones situées immédiatement autour de Saigon à la suite de l'offensive du Têt:460–1. 
Du 8 avril au 31 mai 1968, la division participe à l'opération Toan Thang I afin de maintenir la pression sur les forces PAVN/VC incorporée dans le 3e corps d'armée après le succès de l'opération Quyet Thang. L'opération a impliqué presque toutes les unités de combat du 3e corps d'armée. L'opération fut un succès, les forces alliées revendiquant 7 645 VC/PAVN tués, mais l'opération n'empêcha pas les PAVN/VC de lancer leur offensive de mai contre Saigon:464–6.
En septembre 1968, le Commandement pour l'Assistance Militaire au Vietnam (Military Assistance Command, Vietnam - MACV) qualifie le général Thuần d'inapte et les conseillers de la division notent que celle-ci s'est "retirée dans une coquille" et ne fait rien de constructif. Des incidents mineurs, comme les tirs quotidiens de Thuần sur des oiseaux depuis le balcon du deuxième étage de sa maison et la blessure accidentelle de son conseiller en renseignements qui s'ensuivit, n'étaient pas rares et ont parfois banalisé et tourné en dérision l'ensemble de l'effort de guerre. Le commandant de la 2e force de campagne, Vietnam (II Field Force, Vietnam), le lieutenant-général Walter T. Kerwin Jr. a demandé de l'aide au général Creighton Abrams du Commandement de l'assistance militaire des États-Unis au Viêt Nam (Commander, U.S. Military Assistance Command, Vietnam - COMUSMACV), et le commandant du MACV aurait fait des reproches au président Thiệu à ce sujet, mais Thiệu n'a rien fait:333-4.
En juin 1969, le nouveau commandant de la II Field Force au Viêt Nam, le lieutenant-général Julian Ewell, lance le programme "Dong Tien" (ou " Progresser ensemble ") avec le commandant du 3e corps d'armée, le général Đỗ Cao Trí, afin de " jumeler les unités américaines et ARVN pour mener des opérations combinées [qui]... maximiseraient l'efficacité des deux forces [et] réaliseraient en 2, 3 ou 4 mois un bond en avant dans les performances de l'ARVN et de la RF/PF ":409. L'opération la plus importante de "Dong Tien" se déroule entre la division et la 1re division d'infanterie américaine. Les deux unités se trouvaient à cheval sur la route 13, l'artère principale reliant la région de la capitale à la frontière cambodgienne et, inversement, une voie principale vers Saigon pour les unités PAVN/VC s'infiltrant vers le sud. Depuis 1965, la division américaine a travaillé dans la région, repoussant les unités régulières de l'ennemi au-delà de la frontière cambodgienne et éradiquant peu à peu ses forces locales plus importantes. Au cours de la même période, la division, sous le commandement du général Thuần, avait généralement accompli ce que l'on pourrait qualifier de missions de sécurisation dans le centre et le sud de la province de Bình Dương. En 1968, les services de renseignement sud-vietnamiens estimaient que 17 000 PAVN/VC étaient actifs dans la zone de responsabilité théorique de la division, mais sur près de 2 000 opérations de combat censées être menées par l'un des régiments de la division cette année-là, seules 36 avaient abouti à des engagements avec les forces ennemies, et celles-ci n'avaient entraîné que 17 PAVN/VC tués et 5 capturés, pour un coût de 14 soldats tués et 3 armes perdues. Ces résultats médiocres reflètent ce que les Américains appellent par dérision les tactiques de Saigon, qui consistent à "chercher et éviter", et sont manifestement inacceptables pour Ewell et Trí. Jusqu'en 1969, des préoccupations politiques primordiales avaient contraint le MACV à s'accommoder des performances marginales de la division. L'amitié étroite entre le président Thiệu et le général Thuần était bien connue, tout comme le rôle politique de la division dans la stabilisation de l'ancien régime militaire. Cependant, à la mi-1969, la situation politique et militaire autour de la capitale avait changé et la menace d'un coup d'État militaire s'éloignait. Dans le même temps, le redéploiement prévu des forces américaines du Sud-Vietnam rendait d'autant plus nécessaire que Saigon ramène des unités comme la Division dans le courant principal de l'effort de guerre dès que possible:412-3. En août 1969, Thuần est finalement remplacé comme commandant de la division par le général Nguyễn Văn Hiếu, mais les responsables américains émettent de grandes réserves sur ce remplacement, ne considérant pas Hiếu comme un chef dynamique:364. L'opération "Dong Tien" entre les deux unités a duré de juillet 1969 jusqu'au départ de la 1re division d'infanterie du Sud-Vietnam en mars 1970. Pendant cette période, les bataillons d'infanterie du 7e régiment de la division ont collaboré étroitement avec ceux de la 2e brigade de la 1re division dans le centre de la province de Bình Dương, tandis que des unités similaires du 8e régiment de la division ont opéré avec des bataillons des 1re et 3e brigade de la 1re division dans les jungles du nord de Bình Dương. Dans chaque cas, les bataillons d'infanterie américains et de l'ARVN partageaient des bases d'appui-feu communes et patrouillaient dans une zone opérationnelle commune dans les forêts denses entourant ces points d'appui. Les deux commandants de bataillon ont planifié et commandé les opérations conjointement, les Américains fournissant le soutien héliporté pour les mouvements de troupes et le réapprovisionnement. Les bataillons vietnamiens en léthargie ont commencé à se réveiller sous l'impulsion des commandants, des états-majors et des troupes américains. Comme dans le programme de jumelage précédent, les opérations décentralisées signifient que les chefs de petites unités apprennent à prendre des décisions seuls, tandis que les commandants de bataillon et les états-majors apprennent à contrôler les opérations aéromobiles et les actions des troupes sur une zone plus large. Les officiers marginaux sont identifiés et souvent remplacés et, ce qui est peut-être le plus important, le moral de l'ARVN commence à remonter. Les inconvénients de l'opération "Dong Tien" de la 1re division se situent principalement au niveau de la portée et de la durée. Périodiquement, les commandants de régiment de l'ARVN ont fait tourner les bataillons d'infanterie participants, mais seuls deux d'entre eux étaient actifs dans le programme à un moment donné, et ni le quartier général du régiment ni celui de la division n'ont été étroitement impliqués dans l'effort. Plus tard, au fur et à mesure de l'avancement du programme, Hiếu fit participer quelques-unes de ses batteries d'artillerie et approuva la liaison et l'entraînement entre diverses unités de soutien de la 1re et de la 5e division. Mais seules deux batteries d'artillerie vietnamiennes ont participé, l'implication des autres éléments de la division est restée minime et le 9e régiment n'a pas pris part à l'effort. Presque tous les hélicoptères et la plupart des pièces d'artillerie étaient américains. Un autre facteur important, à la fois utile et séduisant, était l'inactivité des forces militaires PAVN/VC, et donc, comme dans les autres opérations "Dong Tien", il n'y a pas eu de véritable test de l'efficacité sud-vietnamienne dans les combats violents. Cependant, lorsque le programme prit fin en mars 1970, il avait permis à la 5e division de quitter son refuge dans le sud de Bình Dương et d'éloigner ses soldats des préoccupations politiques et économiques de la région métropolitaine de Saigon. Lorsque la 1re division d'infanterie commence son redéploiement au début de 1970, Hiếu déplace le quartier général de sa division vers le nord et, avec l'aide des unités américaines adjacentes, reprend progressivement et sans incident la responsabilité de l'ancienne zone opérationnelle de la 1re division:412-5. 
Le 30 avril 1970, dans le cadre de l'opération Toan Thang 42 (Victoire totale), une des premières phases de la campagne du Cambodge, un régiment d'infanterie de la division et le 1er escadron de cavalerie blindée, ainsi que d'autres forces de l'ARVN, pénètrent dans la région de Parrot's Beak de la province de Svay Rieng au Cambodge.
Au milieu de l'année 1970, le MACV a jugé le général Hiếu "insatisfaisant" et a recommandé qu'il soit relevé de ses fonctions:367. Considéré par les conseillers américains comme le pire commandant de division de l'ARVN, les forces du général Hieu avaient été malmenées lors de la bataille de Snuol et ses troupes, selon le commandant de la II Field Force, Michael S. Davison, étaient sur le point de se mutiner. Poussé par Abrams et Minh à le relever, Thiệu finit par accepter et, en avril 1971, le colonel Lê Văn Hưng vint de la province de Phong Dinh pour prendre la tête de la division malmenée. Malheureusement, Hưng était le seul officier de l'ARVN dont les conseillers américains avaient expressément déconseillé la candidature:478. 

### Offensive de Pâques
Le 2 avril 1972, au début de l'offensive de Pâques, le 24e régiment indépendant VC prend le contrôle de la base d'appui-feu de Lac Long (Fire Support Base Lac Long), défendue par des éléments du 49e régiment, à environ 35 kilomètres au nord-ouest de Tây Ninh:41. Les attaques contre Lac Long et les autres avant-postes de Tây Ninh sont une diversion destinée à couvrir la poussée principale dans la province de Bình Long. Pour lancer la campagne dans Bình Long, la 5e division du Viêt-cong (comptant environ 9 230 soldats) reçoit l'ordre de prendre Lộc Ninh, la ville la plus septentrionale de Bình Long. Les VC sont soutenus par le 69e commandement d'artillerie de la PAVN (3 830 soldats) et le 203e régiment blindé (800 soldats). La défense de Lộc Ninh est assurée par le 9e régiment d'infanterie commandé par le colonel Nguyễn Công Vinh, soutenu par le 1er escadron de cavalerie, le 1er bataillon de forces régionales et des éléments du 74e bataillon de Rangers:47–9. L'attaque débute vers 6h50 le 5 avril par un barrage nourri de tirs d'artillerie, de roquettes et de mortiers visant le quartier général du 9e régiment et l'enceinte du district de Lộc Ninh. Les Viêt-congs lancent simultanément d'autres attaques dans les zones d'opérations de la division à Lai Khê et Quần Lợi:44. L'ARVN retint l'assaut terrestre initial et une puissance aérienne massive fut dirigée contre les VC. Le colonel Vinh ordonne au 1er escadron de cavalerie - commandé par le lieutenant-colonel Nguyen Huu Duong - de se retirer de la base d'appui-feu Alpha (Fire Support Base Alpha) pour renforcer Lộc Ninh. Cependant, Duong refuse, déclarant qu'il va plutôt livrer son unité aux VC. Furieux, le capitaine américain Mark A. Smith aurait menacé de détruire le 1er escadron de cavalerie avec la puissance aérienne américaine si l'escadron ne se battait pas:46. À partir de ce moment, Smith contrôle virtuellement les forces de l'ARVN. Quelques instants plus tard, des éléments du 74e bataillon de rangers de l'ARVN et du 3e bataillon du 9e régiment d'infanterie informent le poste de commandement du régiment qu'ils se sont dégagés et qu'ils se battent pour revenir vers Lộc Ninh. Pendant ce temps, le 1er escadron de cavalerie commence à se déplacer vers l'ouest en direction de la frontière cambodgienne afin d'engager le combat avec les VC:46. Un deuxième assaut terrestre dans l'après-midi est repoussé par des frappes aériennes, mais le colonel Vinh envisageait de se rendre ou de déserter lorsqu'il a ordonné à deux de ses soldats d'ouvrir les portes de l'enceinte de commandement vers 22h00:49. Le matin du 6 avril, un nouvel assaut des VC pénètre dans la base et à ce moment-là, le 9e régiment ne compte plus que 50 soldats, tandis que 150 autres blessés se trouvent dans le bunker de l'hôpital.
Pour tenter de sauver Lộc Ninh, le général de brigade Lê Văn Hưng ordonne à la Task Force 52 de se déplacer vers le nord pour renforcer le 9e régiment assiégé. La Task Force 52 est composée du 2e bataillon du 52e régiment d'infanterie et du 1er bataillon du 48e régiment d'infanterie, tous deux transférés de la 18e division à la fin du mois de mars pour servir d'écran frontalier aux forces du général Hưng:18–9. Alors que le 2e bataillon avance vers Lộc Ninh, il tombe dans une embuscade à la jonction de la route nationale 13 et de la route 17. Incapable de résister à la puissance de feu supérieure des VC, il est contraint de se replier. Afin d'empêcher la Task Force 52 d'évacuer vers Lộc Ninh ou An Lộc, les Viêt-congs poursuivent la Task Force 52 et bombardent leurs bases à l'artillerie lourde tout au long de la journée:19. 
Dans l'après-midi du 6 avril, le 3e bataillon du 9e régiment, ainsi que les hommes du 1er escadron de cavalerie du base d'appui-feu Alpha  (fire support base Alpha - FSB Alpha) qui avaient refusé de se rendre, arrivent à Lộc Ninh pour se joindre à la défense:49. Pendant la nuit, l'artillerie PAVN a marqué un coup direct sur le bunker de l'hôpital, tuant un grand nombre d'hommes blessés. Plus tard, une autre salve de roquettes frappa l'enceinte de l'artillerie, atteignant le bunker de stockage des munitions, qui explosa. Depuis l'est du district, les VC tentent de pénétrer la ligne de défense de Lộc Ninh, mais ils sont repoussés. Comprenant que la situation est devenue désespérée, Vinh enlève son uniforme et demande à ses troupes de se rendre:50. À 7h00 le 7 avril, les VC se massent pour un nouvel assaut terrestre depuis le nord et l'ouest de Lộc Ninh, avec l'appui de l'artillerie lourde, des chars et des véhicules blindés de transport de troupes. Alors que les VC se rapprochent, Vinh et ses gardes du corps s'enfuient par la porte ouverte et se rendent. Plusieurs soldats de l'ARVN tentent également de se rendre, mais ils retournent tous à leurs positions après que Smith a empêché un officier de l'ARVN de hisser un T-shirt blanc sur le mât:51. À 8h00, le 9e régiment est complètement submergé par les VC qui ont envahi l'enceinte sud grâce à leur supériorité numérique. Vers 10 heures, tout le soutien aérien tactique est annulé afin de permettre des frappes de B-52 Stratofortress contre les formations VC à l'ouest de Lộc Ninh. Cependant, les frappes des B-52 n'ont pas pu empêcher les VC de déborder Lộc Ninh. À 16h30, les VC contrôlaient entièrement le district de Lộc Ninh:51. 
Lộc Ninh devient le siège du Gouvernement révolutionnaire provisoire, la capitale des territoires " libérés " du Sud-Vietnam:23. Les pertes de la PAVN/VC sont estimées à plus de 1 000 tués. L'ARVN a perdu plus de 3 000 soldats tués ou capturés; seule une cinquantaine de soldats ont atteint An Lộc. Les VC ont également capturé les sept conseillers américains:54.
Alors que Lộc Ninh succombe, d'autres formations PAVN/VC tournent leur attention vers la capitale provinciale d'An Lộc. À 9h00 le 7 avril, le général Hưng ordonne à la Task Force 52 d'abandonner ses bases, de détruire toutes les armes lourdes et les véhicules, et de se retirer à An Lộc, à la suite de l'échec de leur tentative de renforcement de Lộc Ninh. Alors que la Task Force 52 tente de percer la route nationale 13, elle tombe sur une nouvelle embuscade de grande envergure tendue par les VC. Il faudra environ une semaine aux soldats de la Task Force 52 pour atteindre An Lộc, en s'infiltrant à travers les positions PAVN/VC le long de la route principale:20–2. Tard le 7 avril, la 9e division VC attaque le camp de base de Quần Lợi (Quần Lợi Base Camp), à seulement 3 kilomètres au nord d'An Lộc. Les éléments du 7e régiment qui défendaient la zone n'ont pas été en mesure de contenir les VC. Ils ont donc reçu l'ordre de détruire leur équipement et de rejoindre d'autres unités de l'ARVN dans la capitale provinciale. L'étape suivante de l'offensive est la bataille d'An Lộc:22.
Au début de la bataille d'An Lộc, la ville est défendue par le 8e régiment de la division avec environ 2 100 hommes ; le 7e régiment (moins un bataillon) avec 850 hommes ; le 9e régiment, dont la majeure partie a été détruite à Lộc Ninh et qui ne compte que 200 hommes; la Task Force 52, 500 hommes ; le 3e groupe de Rangers, 1 300 hommes ; ainsi que la Force régionale provinciale de Binh Long, les Forces populaires et les Forces d'autodéfense du peuple (People's Self-Defense Forces - PSDF), environ 2 000 hommes:80. L'attaque initiale de la ville est repoussée par l'aviation et l'utilisation habile de roquettes M72 LAW contre les chars PAVN. Le deuxième assaut, le 15 avril, est également repoussé et les défenseurs sont renforcés par l'arrivée de la 1re brigade aéroportée. Les PAVN bombardent la ville et réduisent progressivement la ligne de défense, tout en subissant les frappes aériennes américaines et sud-vietnamiennes. Le 11 mai, les 5e et 9e division PAVN lancent un assaut massif d'infanterie et de blindés sur An Lộc, subissant de lourdes pertes à cause des frappes aériennes, mais réduisant encore plus les défenseurs:145. Un autre assaut, le 12 mai, ne parvient pas à prendre la ville:153. La PAVN lance une dernière attaque le 19 mai en l'honneur de l'anniversaire de Ho Chi Minh. L'attaque est interrompue par le soutien aérien américain et une embuscade tendue par les troupes aéroportées:157. Après les attaques des 11 et 12 mai, la PAVN s'efforça principalement de couper les colonnes de secours. Cependant, le 9 juin, ces efforts s'avérèrent inefficaces et les défenseurs purent recevoir l'injection de main-d'œuvre et de matériel nécessaire pour balayer la zone environnante de la PAVN et, le 18 juin, la bataille était terminée. La 18e division a été déplacée pour remplacer la division épuisée et la 18e division s'est déployée à partir d'An Lộc et a repoussé la PAVN, augmentant ainsi la sécurité dans la région.
À la suite des violents combats, le président Thiệu remplace presque tous les commandants de division dans la zone, Hưng étant remplacé par le colonel Tran Quoc Lich:486. 

### 1973-1974
Au début de 1973, le quartier général de la division se trouve à Lai Khê dans la province de Bình Dương, et un régiment est généralement basé dans le district de Phú Giáo. Le 205e régiment PAVN, qui opérait sous le contrôle de la 7e division, s'oppose à cette dernière dans l'est de la province de Bình Dương. L'inquiétude pour la sécurité de Phuoc Long avait motivé le stationnement du 9e régiment dans le district de Phước Bình. Au même moment, la 7e division PAVN opérait à partir d'une base située à l'est de la route 13 entre le camp de Chơn Thành (Chơn Thành Camp) et le district de Bàu Bàng:13. 
En novembre 1973, Thiệu démet Lich de ses fonctions pour corruption et le colonel Lê Nguyên Vỹ prend le commandement de la division:76. 
Au cours de la dernière moitié de 1973, dans les provinces de Bình Long au sud et de Bình Dương à l'ouest, très peu de combats ont eu lieu. La PAVN a poursuivi son renforcement dans la plantation de Minh Thanh et dans la région de Lai Khê-Bến Cát, a déplacé son artillerie vers le sud dans la région de Long Nguyen d'où elle a augmenté le poids et la fréquence des attaques contre les bases de l'ARVN. Le seul engagement terrestre notable a lieu début janvier 1974, juste à l'ouest de Chơn Thành, lorsque le 2e bataillon du 8e régiment est durement frappé par le 7e bataillon du 209e d'infanterie de la 7e division de l'ARVN. Chargé de bloquer la route 13 et d'empêcher toute avancée de l'ARVN vers Minh Thanh, le 7e bataillon tue 36 soldats de l'ARVN au cours de cet engagement, en blesse 26 autres et capture 85 armes:76
Le 2 juillet 1974, la division relève la 18e division qui a combattu les 7e et 9e division PAVN dans la bataille du Triangle de fer. Au début du mois de septembre, la division renouvelle ses efforts pour reprendre la base 82, le 8e régiment d'infanterie y parvenant presque avant d'être mis en déroute par une contre-attaque blindée des PAVN, avec des pertes de 6 tués, 29 disparus et 67 blessés. Le 8e régiment est relevé par le 9e régiment qui, le 19 septembre, commence à éliminer méthodiquement les positions défensives des PAVN, pour finalement reprendre la base le 4 octobre. À la mi-novembre, le 9e régiment participe à la reprise de Rach Bap, mettant fin à la campagne du Triangle de fer:104–5. 
Du 12 décembre 1974 au 6 janvier 1975, 3 bataillons de la division, avec les forces régionales et les Rangers, participent à la bataille de Phước Long.

### 1975
Le 12 mars, le 3e bataillon du 7e régiment est rattaché à la 25e division et envoyé en renfort à Khiem Hanh:166. Le 23 mars, les forces de l'ARVN entrent en contact avec la PAVN près de Truong Mit, au nord-ouest de Khiem Hanh. Une bataille majeure s'engage le 24 et les pertes sont très lourdes des deux côtés. Le 3e bataillon du 7e régiment perd plus de 400 hommes tués, blessés ou disparus, et le 271e régiment de la 9e division de la PAVN, qui attaque, laisse près de 200 morts. Le bataillon décimé est retiré du combat et envoyé à la base régimentaire de Phu Giao dans la province de Binh Duong:169.
Le colonel Vỹ se suicide lors de la reddition de sa division à la PAVN le 30 avril 1975:76.

## Organisation
Unités constitutives :
- 7e régiment d'infanterie
- 8e régiment d'infanterie
- 9e régiment d'infanterie
- 50e, 51e, 52e et 53e bataillon d'artillerie
- 1er escadron de cavalerie blindée
- 70e équipe consultative américaine

## Commandants
| N° | Nom complet        | Grade                                                            | Durée du mandat   | Commentaires |
| -- | ------------------ | ---------------------------------------------------------------- | ----------------- | --- |
| 1  | Vòng A Sáng        | Colonel                                                          | 3/1955-10/1955    | Démobilisé au grade de colonel. Père du colonel Hoàng Gia Cau, ancien chef d’état-major de l'inspecteur général des forces armées de la république du Vietnam.                                                                      |
| 2  | Phạm Văn Đổng      | Colonel                                                          | 10-/1955-3/1958   | Démobilisé en 1965 au grade de général de division |
| 3  | Nguyễn Quang Thông | Lieutenant-colonel                                               | 3/1958-9/1958     | Il fut plus tard colonel de la province de Tay Ninh. Démobilisé |
| 4  | Tôn Thất Xứng      | Colonel                                                          | 9/1958-11/1958    | Démobilisé en 1967 au grade de général de division |
| 5  | Đặng Văn Sơn       | Lieutenant-colonel                                               | 11/1958-8/1959    | Il a ensuite servi comme colonel commandant de l'école des sous-officiers Dong De du Centre de formation américain. Démobilisé en 1964                                                                                              |
| 6  | Nguyễn Văn Chuân   | Colonel                                                          | 8/1959-5/1961     | Démobilisé en 1966 au grade de général de division |
| 7  | Trần Ngọc Tám      | Général de division                                              | 5/1961-10/1961    | Démobilisé en 1974 avec le grade de lieutenant général |
| 8  | Nguyễn Đức Thắng   | Colonel                                                          | 10/1961-12/1962   | Démobilisé en 1973 avec le grade de lieutenant général |
| 9  | Nguyễn Văn Thiệu   | Colonel général de division (11/1963)                            | 12/1962-2/1964    | Ce dernier était lieutenant général. Elu président de la république du Vietnam pour 2 mandats (1967-1975) |
| 10 | Đặng Thanh Liêm    | Colonel général de brigade (4/1964)                              | 2/1964            | Démobilisé en 1965 au grade de général de division |
| 11 | Cao Hảo Hớn        | Brigadier-général                                                | 6/1964-10/1964    | Plus tard, lieutenant-général, secrétaire général adjoint à la Défense; |
| 12 | Trần Thanh Phong   | Colonel général de brigade (10/1964)                             | 10/1964-7/1965    | En 1972, alors qu’il était assistant général du Comité central pour le programme de la ville, il a été tué dans le Carribou à Tuy Hoa dans l'exercice de ses fonctions. Promu lieutenant-général à titre posthume                   |
| 13 | Phạm Quốc Thuần    | Colonel général de brigade (6/1966) Général de division (6/1968) | 7/1965-8-1969     | Plus tard, lieutenant général, commandant de l'école des sous-officiers de l'empereur Dong; |
| 14 | Nguyễn Văn Hiếu    | Général de brigade Général de division (6/1970)                  | 8/1969-6/1971     | Le 8 avril 1975, alors qu’il servait comme commandant général du 3e corps d'armée, il est assassiné par le garde du corps du général Toan, le capitaine Do Duc. Le 10 avril, promu à titre posthume au grade de lieutenant-général. |
| 15 | Lê Văn Hưng        | Colonel général de brigade (3/1972)                              | 6/1971-9/1972     | S'est suicidé le 30 avril 1975 à Can Tho, 4e corps d'armée. |
| 16 | Trần Quốc Lịch     | Colonel général de brigade (11/1972)                             | 9/1972-11-1973    | En 1974, dans le cadre d'une affaire de contrebande militaire, il a été arrêté et libéré |
| 17 | Lê Nguyên Vỹ       | Colonel général de brigade (11/1974)                             | 11/1973-30/4/1975 | Il s'est suicidé le 30 avril 1975 au quartier général de la division à la base de Lai Khe. |

## Source
- (en) Cet article est partiellement ou en totalité issu de l’article de Wikipédia en anglais intitulé « 5th Division (South Vietnam) » (voir la liste des auteurs).